# Mot ambigu
 (septembre 2019).
Le contenu est difficilement compréhensible vu les erreurs de traduction, qui sont peut-être dues à l'utilisation d'un logiciel de traduction automatique.
Un mot ambigu (en anglais weasel word), aussi nommé mot mystérieux, autorité anonyme ou sourdine, est un terme informel qui désigne des mots et des phrases visant à donner l'impression que quelque chose de spécifique et significatif a été dit, alors qu'en fait seule une affirmation vague ou ambiguë a été communiquée tels que « les chercheurs croient » ou « la plupart des gens pensent ».
L'utilisation de mots ambigus peut permettre de nier plus tard toute signification spécifique si la déclaration est contestée, car la déclaration n'a jamais été spécifique en premier lieu. 
Les mots ambigus peuvent être une forme de tergiversation et sont parfois utilisés dans la publicité, la science (populaire), les articles d'opinion et les déclarations politiques pour induire en erreur ou déguiser une opinion biaisée ou une affirmation non fondée. Ils peuvent également durcir ou exagérer une déclaration controversée. Un exemple est l'utilisation de termes tels que « plus ou moins » ou « à presque tous les égards », qui rendent une phrase plus ambiguë qu'elle ne le serait sans ces expressions.

## Origine de l'expression anglaise
L'expression weasel word (lit. mot de belette) dérive peut-être des habitudes alimentaires des belettes. Un article publié par le Buffalo News attribue l’origine du terme aux pièces Henry V et Comme il vous plaira de William Shakespeare, dans lesquelles l’auteur inclut des comparaisons de belettes suceuses. Selon l'article il s'agit d'un terme impropre, car les belettes n'ont pas de mandibule adaptée pour sucer les œufs. 
Les Métamorphoses d’Ovide constituent une source antérieure de la même étymologie. Ovide décrit comment Junon ordonne à la déesse de l'accouchement, Lucine, d'empêcher Alcmène de donner naissance à Hercule. La servante d'Alcmène, Galanthis, réalisant que Lucine est en dehors de la pièce et utilise la magie pour empêcher la naissance, émerge pour annoncer que la naissance a été un succès. Lucina, stupéfaite, laisse tomber ses sorts et Hercule naît. Galanthis se moque ensuite de Lucina, qui réagit en la transformant en belette. Ovide écrit (dans la traduction anglaise de A.S. Kline), « Et parce que sa bouche allongée a aidé à l'accouchement,  [comme une belette] elle donne naissance par la bouche. ».
Les définitions du mot « weasel » (anglais pour « belette ») qui impliquent la duperie et l'irresponsabilité comprennent : la forme nominale, qui désigne une personne sournoise, indigne de confiance ou non sincère ; la forme du verbe, qui signifie manipuler d'une manière rapide ; et l'expression « to weasel out » , qui signifie « se sortir d'une situation » ou « se soustraire à ses responsabilités ». 